# Supercoupe de l'UEFA 2011
La Supercoupe de l'UEFA 2011 est la 36e édition de la Supercoupe de l'UEFA. Le match oppose le FC Barcelone, vainqueur de la Ligue des champions 2010-2011, au  FC Porto, vainqueur de la Ligue Europa 2010-2011.
La rencontre se déroule le vendredi 26 août 2011 au Stade Louis-II de Monaco.
Les Barcelonais remportent leur quatrième Supercoupe de leur histoire en battant le FC Porto sur le score de deux buts à zéro grâce à des buts de Lionel Messi (à la 39e minute) et de Cesc Fàbregas à la 88e minute. Andrés Iniesta est élu homme du match.

## Contexte
Le FC Barcelone se qualifie pour la Supercoupe en tant que vainqueur de la Ligue des champions de l'UEFA 2010-2011, en ayant battu Manchester United en finale sur le score de 3-1. Le FC Porto a lui battu le SC Braga en finale de la Ligue Europa 2010-2011 sur le score de 1-0. Il s'agit de la deuxième rencontre hispano-portugaise après la Supercoupe de l'UEFA 2004 opposant le FC Porto au Valence CF, remportée par les Valencians. 

## Feuille de match
Les règles du match sont les suivantes : la durée de la rencontre est de 90 minutes. S'il y a toujours match nul, une prolongation de deux fois quinze minutes et jouée. S'il y a toujours égalité au terme de cette prolongation,  une séance de tirs au but est réalisée. Trois remplacements sont autorisés pour chaque équipe.
| 26 août 2011 | FC Barcelone             | 2 - 0   | FC Porto | Stade Louis-II, Monaco    |                           |
| 20 h 45 CEST | Messi 39e · Fàbregas 88e | (1 - 0) |          | Arbitrage : Björn Kuipers | Arbitrage : Björn Kuipers |
| 20 h 45 CEST | Rapport                  |         |          | Arbitrage : Björn Kuipers | Arbitrage : Björn Kuipers |

| Barcelone | Porto |

| FC Barcelone :  |    |                     |  |     |
|                 |    |                     |  |     |
| G               | 1  | Víctor Valdés       |  |     |
| ArD             | 2  | Daniel Alves        |  |     |
| DC              | 14 | Javier Mascherano   |  |     |
| DC              | 22 | Éric Abidal         |  |     |
| DC              | 21 | Adriano             |  | 63e |
| MD              | 15 | Seydou Keita        |  |     |
| MC              | 6  | Xavi (c)            |  |     |
| MC              | 8  | Andrés Iniesta      |  |     |
| AiD             | 17 | Pedro Rodríguez     |  | 80e |
| AiG             | 7  | David Villa         |  | 61e |
| AC              | 10 | Lionel Messi        |  |     |
| Remplaçants :   |    |                     |  |     |
| G               | 36 | Oier Olazábal       |  |     |
| M               | 4  | Cesc Fàbregas       |  | 80e |
| A               | 9  | Alexis Sánchez      |  | 61e |
| M               | 11 | Thiago Alcântara    |  |     |
| M               | 16 | Sergio Busquets     |  | 63e |
| D               | 24 | Andreu Fontàs       |  |     |
| M               | 28 | Jonathan dos Santos |  |     |
| Entraîneur :    |    |                     |  |     |
| Josep Guardiola |    |                     |  |     |

| FC Porto :    |    |                    |          |  |     |
|               |    |                    |          |  |     |
| G             | 1  | Helton (c)         |          |  |     |
| ArD           | 21 | Cristian Săpunaru  |          |  |     |
| DC            | 14 | Rolando            | 66e, 86e |  |     |
| DC            | 30 | Nicolás Otamendi   |          |  |     |
| ArG           | 13 | Jorge Fucile       |          |  |     |
| MDf           | 23 | Souza              |          |  | 77e |
| MC            | 6  | Fredy Guarín       | 82e, 90e |  |     |
| MC            | 8  | João Moutinho      |          |  |     |
| AD            | 12 | Hulk               |          |  |     |
| AG            | 10 | Cristian Rodríguez | 30e      |  | 69e |
| AC            | 11 | Kléber             |          |  | 77e |
| Remplaçants : |    |                    |          |  |     |
| G             | 31 | Rafael Bracalli    |          |  |     |
| D             | 4  | Maicon             |          |  |     |
| M             | 7  | Fernando Belluschi |          |  | 77e |
| A             | 17 | Silvestre Varela   |          |  | 69e |
| A             | 20 | Djalma             |          |  |     |
| M             | 25 | Fernando           |          |  | 77e |
| M             | 35 | Steven Defour      |          |  |     |
| Entraîneur :  |    |                    |          |  |     |
| Vítor Pereira |    |                    |          |  |     |

| Arbitres assistants : Erwin Zeinstra Berry Simons Quatrième arbitre : Bas Nijhuis Arbitres assistants supplémentaires: Richard Liesveld Danny Makkelie |